# Dimitrie Ghica
Dimitrie Ghica (n. 31 mai 1816, București, Țara Românească – d. 15 februarie 1897, București, România) a fost un politician român, ministru în varii guverne și cel de-al zecelea prim-ministru al României din partea Partidului Conservator între 16 noiembrie 1868-27 ianuarie 1870. A ocupat și alte portofolii în alte guverne.

## Biografie
Născut în Familia Ghica, ca fiu al domnitorului din Țara Românească Grigore Dimitrie Ghica, vlăstar domnesc (i se spunea beizadea Mitică). Studii militare la Viena și Berlin. O vreme a fost ofițer în garda imperială rusă (1838-1839).
În țară a funcționat mai întâi ca membru al Curții de Apel București. Apoi a fost numit, succesiv, prefect al Poliției (1855-1857) și primar al Capitalei.
Deputat în Divanul ad-hoc (1857), a militat pentru unirea Principatelor Române sub domnia unui Principe străin.
A fost președinte al Consiliului de Miniștri – ultimul Guvern al Munteniei – în perioada 19 iulie 1861-22 ianuarie 1862. Președinte al Senatului României, în legislaturile din perioadele 17 noiembrie 1879-8 septembrie 1888 și 9 decembrie 1895-15 februarie 1897. 
Ca efor al Spitalelor civile a avut contribuții determinante în construirea unor unități sanitare în București. Modernizarea orașului montan Sinaia i-a stat, de asemenea, în preocupări. În ultimul Guvern pe care l-a condus, a deținut și portofoliul Lucrărilor Publice.
A fost căsătorit cu Charlote Duport. 
Este înmormântat la Cimitirul Bellu.

## Galerie

Dimitrie Ghica între anii 1860-1870
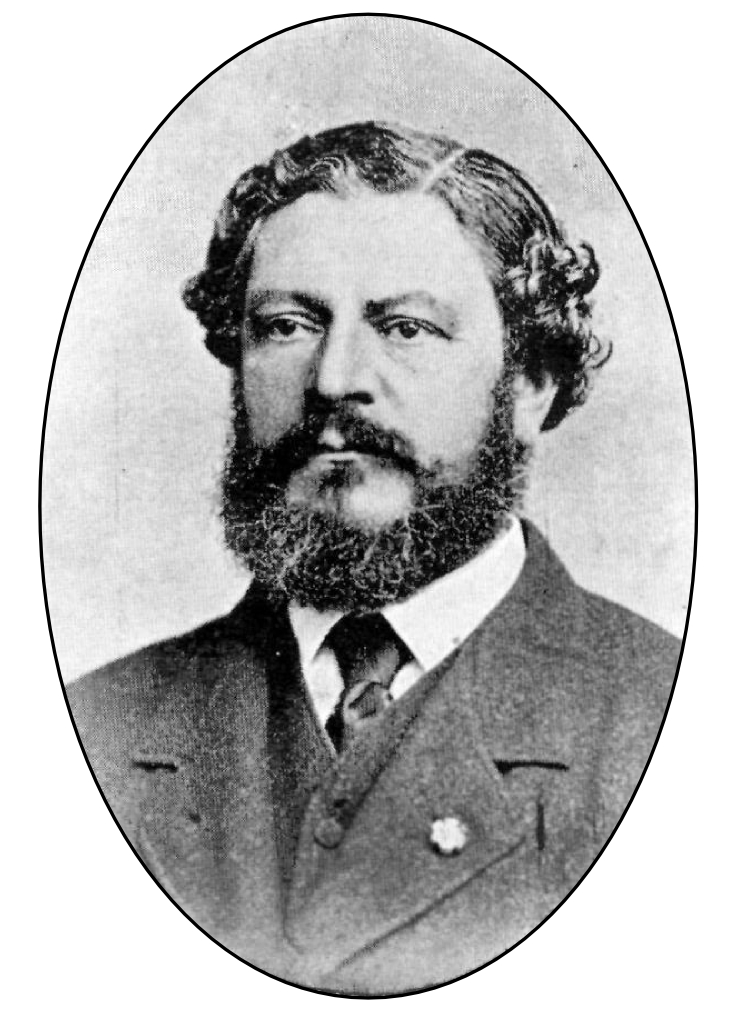
Dimitrie Ghica in revista Luceafărul 1909